# Portada/efemèride maig 15
Còdex del segle xiv de la Crònica de Ramon Muntaner. Sembla que l'escriba de la miniatura és ell mateix.
« 14 de maig · 15 de maig · 16 de maig »